# Resistenza di terra
La resistenza di terra  è la resistenza opposta da un terreno alla dispersione della corrente elettrica generata da una differenza di potenziale applicata tra due punti tramite elettrodi (dispersori).
Questa caratteristica del terreno è misurabile con una misura voltamperometrica in funzione della distanza tra i due punti. In presenza di fenomeni di disturbo come ad esempio reti di tubazioni metalliche nei centri urbani, si esegue la verifica con uno strumento denominato loop tester.
La misura della resistenza di terra (resistività del terreno) è preliminare alla stesura di qualunque progetto di sicurezza di un impianto elettrico/elettronico (messa a terra) o di apparecchiature di protezione dalle scariche atmosferiche (parafulmine).
Ad impianto ultimato, nelle condizioni normali di esercizio, la misura della resistenza di terra in fase di collaudo non si deve discostare da quella di progetto.
Ad impianto funzionante sarà necessario eseguire periodicamente (ogni 2-4 anni) delle misure di controllo per verificare il mantenimento nel tempo delle caratteristiche dell'impianto. Ciò è molto importante, per esempio, dopo la caduta di un fulmine per verificare che non ci siano stati danni all'impianto quali interruzioni di continuità elettrica nei discendenti o perdita di capacità di dispersione nel sistema di messa a terra.

## Misura della resistenza di terra
La misura può essere eseguita con strumenti portatili a 3 o 4 morsetti dotati di generatore interno. Si collegano al generatore di corrente i morsetti del dispersore in prova e di un dispersore ausiliario ad una distanza almeno 5 volte superiore a quella su cui si effettuerà la misurazione voltmetrica (metodo dei 3 punti).

Se è disponibile nelle vicinanze del dispersore in prova un dispersore ausiliario a resistenza trascurabile (rete idrica metallica interrata estesa) si misura direttamente la tensione tra i due punti dopo averli collegati al generatore di corrente (metodo dei 2 punti).